# Wii Remote
Wii Remote ili Wiimote (Wii upravljač) je ime za glavni uređaj za upravljanje igraće konzole Wii, a kompatibilan je i s Wii U. Wii upravljač je poseban po tome što pokrete igrača pretvara u pokrete u igri. Wii Remote također ima mogućnost proširivanja dodatnim uređajima za upravljanje kao recimo Wii Zapper (laser u koji se postavljaju Wii upravljač i Nunchuk) i Wii Wheel (plastični volan u koji se postavlja Wii upravljač).

## Komunikacija s konzolom[1]
Wii upravljač s konzolom komunicira putem Bluetooth veze. Kako bi Wii upravljač saznao gdje se nalazi potrebna mu je traka s ledicama koja dolazi uz konzolu. Traka se smjesti iznad zaslona (koji je spojen s konzolom) i s te fiksne pozicije emitira oku nevidljive svjetlosne točke koje hvata senzor Wii upravljača.

## Dodaci
- Wii Wheel je plastični volan u koji se postavlja Wii upravljač
- Wii Zapper je laser u koji se postavljaju Wii upravljač i Nunchuk
- Wii MotionPlus je dodatak koji se spaja s upravljačem s donje strane (kasnije dolazi ugrađen u upravljaču). On poboljšava orijentaciju upravljača.
- Nunchuk je dodatak koji upravljaču dodaje Igraću palicu.